# Coupe d'Asie masculine de basket-ball
Cet article traite de la compétition masculine. Pour la compétition féminine, voir Coupe d'Asie féminine de basket-ball.
La Coupe d'Asie de basket-ball (anglais : FIBA Asia Cup), anciennement championnat d'Asie de basket-ball masculin et championnat de la confédération asiatique de basket-ball , est une compétition opposant les sélections nationales de basket-ball du continent asiatique.
La compétition a lieu tous les 2 ans et est organisée par la FIBA Asie. Le titre de champion d'Asie est attribué au vainqueur de la compétition ainsi, qu'en général, une qualification pour les Jeux olympiques ou le championnat du monde.

## Histoire
Le championnat de la confédération asiatique de basket-ball fut organisé pour la première fois en 1960, à Manille (Philippines) afin de déterminer la meilleure équipe nationale d'Asie et sa qualification pour les compétitions internationales.
Les Philippines remportèrent trois des quatre premières éditions, défaits uniquement en finale par le Japon en 1965. La Corée du Sud, le Japon et les Philippines se partagèrent les médailles des trois éditions suivantes de 1969 à 1973 jusqu'à la montée en puissance décisive de la Chine en 1975 à Bangkok (Thaïlande), nation qui domine régulièrement la compétition depuis.
La Chine n'a ainsi raté le titre qu'à quatre occasions depuis 1975. En 1985, battue en finale par l'équipe des Philippines ; en 1997 lors du tournoi en Arabie saoudite (3e) ; en 2007, lorsque la Chine n'envoya qu'une équipe subsidiaire du fait de sa qualification d'office aux Jeux olympiques de 2008 en tant que pays organisateur ; en 2009, défaite par l'Iran en finale.
La compétition fut rebaptisée Championnat d'Asie FIBA à partir de l'édition 2003 puis Coupe d'Asie FIBA à partir de 2017.

## Palmarès

### Par édition
| Éd. | Année | Pays hôte    | Finale           | Finale | Finale        | Petite finale    | Petite finale | Petite finale    | Meilleur joueur |
| Éd. | Année | Pays hôte    | Champion         | Score  | Deuxième      | Troisième        | Score         | Quatrième        | Meilleur joueur |
| --- | ----- | ------------ | ---------------- | ------ | ------------- | ---------------- | ------------- | ---------------- | --------------- |
| 1re | 1960  | Manille      | Philippines      | –      | Taïwan        | Japon            | –             | Corée du Sud     | Badion          |
| 2e  | 1963  | Taipei       | Philippines (2)  | –      | Taïwan        | Corée du Sud     | –             | Thaïlande        | Non décerné     |
| 3e  | 1965  | Kuala Lumpur | Japon            | –      | Philippines   | Corée du Sud     | –             | Thaïlande        | Non décerné     |
| 4e  | 1967  | Séoul        | Philippines (3)  | –      | Corée du Sud  | Japon            | –             | Indonésie        | Non décerné     |
| 5e  | 1969  | Bangkok      | Corée du Sud     | –      | Japon         | Philippines      | –             | Taïwan           | Non décerné     |
| 6e  | 1971  | Tokyo        | Japon (2)        | –      | Philippines   | Corée du Sud     | –             | Taïwan           | Non décerné     |
| 7e  | 1973  | Manille      | Philippines (4)  | –      | Corée du Sud  | Taïwan           | –             | Japon            | Adornado        |
| 8e  | 1975  | Bangkok      | Chine            | –      | Japon         | Corée du Sud     | –             | Inde             | Non décerné     |
| 9e  | 1977  | Kuala Lumpur | Chine (2)        | –      | Corée du Sud  | Japon            | –             | Malaisie         | Non décerné     |
| 10e | 1979  | Nagoya       | Chine (3)        | –      | Japon         | Corée du Sud     | –             | Philippines      | Non décerné     |
| 11e | 1981  | Calcutta     | Chine (4)        | –      | Corée du Sud  | Japon            | –             | Philippines      | Non décerné     |
| 12e | 1983  | Hong Kong    | Chine (5)        | 95–71  | Japon         | Corée du Sud     | 83–60         | Koweït           | Yonglin         |
| 13e | 1985  | Kuala Lumpur | Philippines (5)  | –      | Corée du Sud  | Chine            | –             | Malaisie         | Caidic          |
| 14e | 1987  | Bangkok      | Chine (6)        | 86–79  | Corée du Sud  | Japon            | 89–75         | Philippines      | Chung-hee       |
| 15e | 1989  | Pékin        | Chine (7)        | 102–72 | Corée du Sud  | Taïwan           | 69–58         | Japon            | Non décerné     |
| 16e | 1991  | Kobe         | Chine (8)        | 104–88 | Corée du Sud  | Japon            | 63–60         | Taïwan           | Non décerné     |
| 17e | 1993  | Jakarta      | Chine (9)        | 93–72  | Corée du Nord | Corée du Sud     | 86–70         | Iran             | Non décerné     |
| 18e | 1995  | Séoul        | Chine (10)       | 87–78  | Corée du Sud  | Taïwan           | 69–63         | Japon            | Jae             |
| 19e | 1997  | Djeddah      | Corée du Sud (2) | 78–76  | Japon         | Chine            | 94–68         | Arabie saoudite  | Hee-chul        |
| 20e | 1999  | Fukuoka      | Chine (11)       | 63–45  | Corée du Sud  | Arabie saoudite  | 93–67         | Taïwan           | Weidong         |
| 21e | 2001  | Shanghai     | Chine (12)       | 97–63  | Liban         | Corée du Sud     | 95–94         | Syrie            | Ming            |
| 22e | 2003  | Harbin       | Chine (13)       | 106–96 | Corée du Sud  | Qatar            | 77–67         | Liban            | Ming            |
| 23e | 2005  | Doha         | Chine (14)       | 77–61  | Liban         | Qatar            | 89–77         | Corée du Sud     | Ming            |
| 24e | 2007  | Tokushima    | Iran             | 74–69  | Liban         | Corée du Sud     | 80–76         | Kazakhstan       | Haddadi         |
| 25e | 2009  | Tianjin      | Iran (2)         | 70–52  | Chine         | Jordanie         | 80–66         | Liban            | Haddadi         |
| 26e | 2011  | Wuhan        | Chine (15)       | 70–69  | Jordanie      | Corée du Sud     | 70–68         | Philippines      | Jianlian        |
| 27e | 2013  | Manille      | Iran (3)         | 85–71  | Philippines   | Corée du Sud     | 75–57         | Taïwan           | Haddadi         |
| 28e | 2015  | Changsha     | Chine (16)       | 78–67  | Philippines   | Iran             | 68–63         | Japon            | Jianlian        |
| 29e | 2017  | Beyrouth     | Australie        | 79–56  | Iran          | Corée du Sud     | 80–71         | Nouvelle-Zélande | Haddadi         |
| 30e | 2022  | Jakarta      | Australie (2)    | 75–73  | Liban         | Nouvelle-Zélande | 83–75         | Jordanie         | Arakji          |
| 31e | 2025  | Djeddah      | Australie (3)    | 90-89  | Chine         | Iran             | 79-73         | Nouvelle-Zélande | Jaylin Galloway |

### Médailles par pays
| Rang  | Nation           | Or | Argent | Bronze | Total |
| ----- | ---------------- | -- | ------ | ------ | ----- |
| 1     | Chine            | 16 | 2      | 2      | 20    |
| 2     | Philippines      | 5  | 4      | 1      | 10    |
| 3     | Iran             | 3  | 1      | 2      | 6     |
| 4     | Australie        | 3  | 0      | 0      | 3     |
| 5     | Corée du Sud     | 2  | 11     | 12     | 25    |
| 6     | Japon            | 2  | 5      | 7      | 14    |
| 7     | Liban            | 0  | 4      | 0      | 4     |
| 8     | Taïwan           | 0  | 2      | 2      | 4     |
| 9     | Jordanie         | 0  | 1      | 1      | 2     |
| 10    | Corée du Nord    | 0  | 1      | 0      | 1     |
| 11    | Qatar            | 0  | 0      | 2      | 2     |
| 12    | Arabie saoudite  | 0  | 0      | 1      | 1     |
| 12    | Nouvelle-Zélande | 0  | 0      | 1      | 1     |
| Total | Total            | 31 | 31     | 31     | 93    |

Mis à jour après la coupe d'Asie 2025

## Meilleurs joueurs

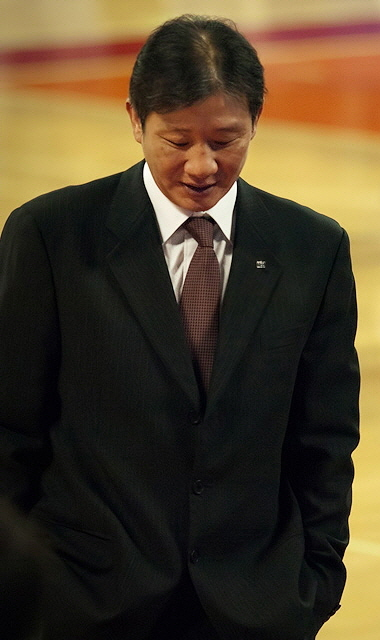
Hur Jae
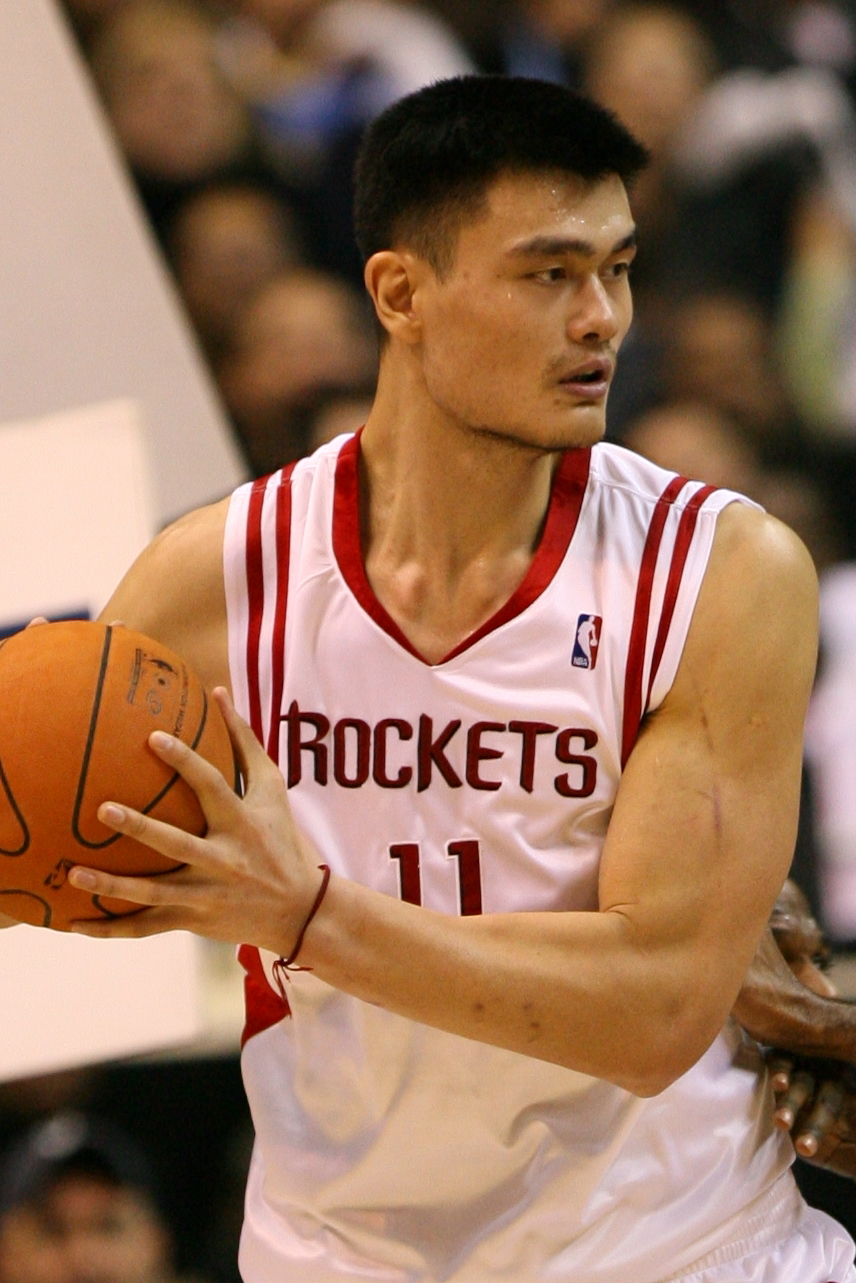
Yao Ming
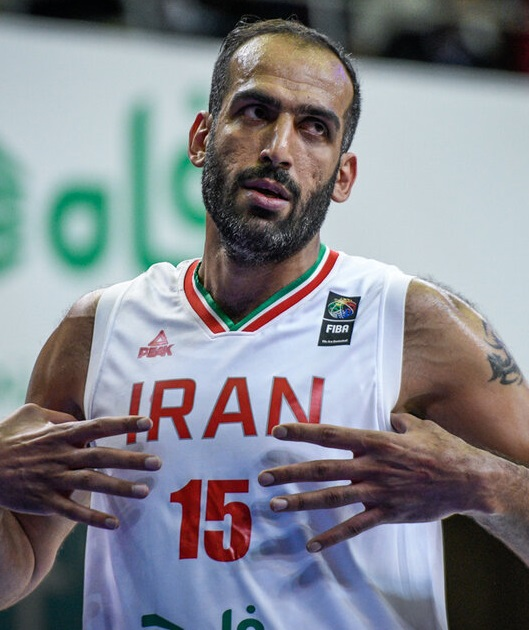
Hamed Haddadi
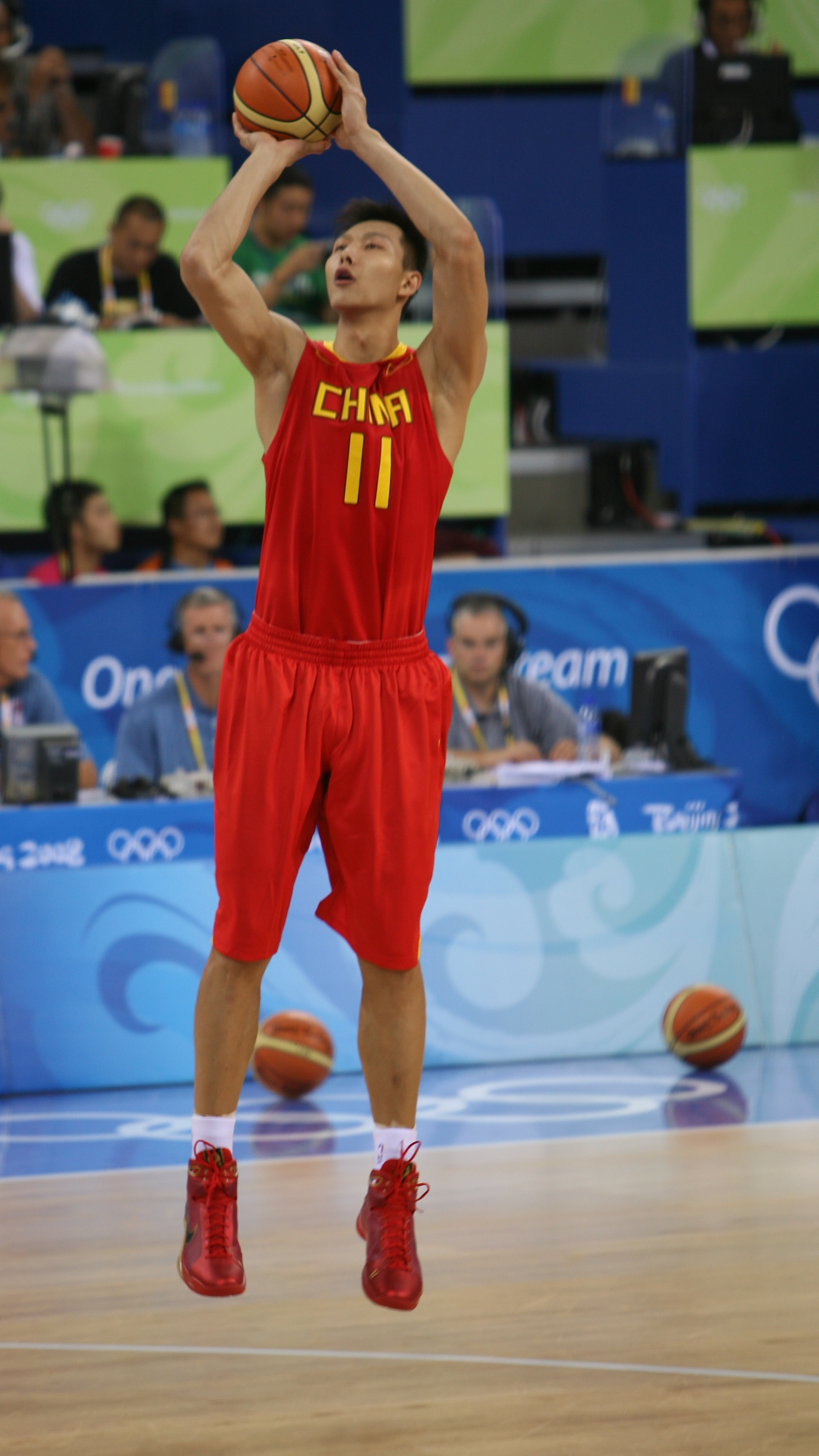
Yi Jianlian

| Année | Joueur        |
| ----- | ------------- |
| 1960  | Carlos Badion |
| 1987  | Lee Chung-Hee |
| 1995  | Hur Jae       |
| 1997  | Chun Hee-Chul |
| 1999  | Hu Weidong    |
| 2001  | Yao Ming      |
| 2003  | Yao Ming      |
| 2005  | Yao Ming      |
| 2007  | Hamed Haddadi |
| 2009  | Hamed Haddadi |
| 2011  | Yi Jianlian   |
| 2013  | Hamed Haddadi |
| 2015  | Yi Jianlian   |
| 2017  | Hamed Haddadi |
| 2022  | Wael Arakji   |

- Hur Jae
- Yao Ming
- Hamed Haddadi
- Yi Jianlian

## Organisation

### Sélection des pays hôtes
| \| Manille Kuala Lumpur Séoul Bangkok Taipei Calcutta Hong Kong Pékin Djakarta Djeddah Shanghai Harbin Doha Tianjin Wuhan Tokyo Beyrouth \| Localisation des villes organisatrices · (excepté les villes de Fukuoka, Kobe, Nagoya et Tokushima) |
| Manille Kuala Lumpur Séoul Bangkok Taipei Calcutta Hong Kong Pékin Djakarta Djeddah Shanghai Harbin Doha Tianjin Wuhan Tokyo Beyrouth |